# So (альбом)
So (с англ. — «Так») — пятый студийный альбом британского рок-музыканта Питера Гэбриела, изданный 19 мая 1986 года, является первым не одноимённым альбомом музыканта (на предыдущих четырёх было лишь его имя, без названия). Многие песни этого диска писались в более традиционном поп-ключе и стали радиохитами, другие по-прежнему сохраняют тёмную, вдумчивую эмоцию экспериментальных работ исполнителя. В 2011 году Гэбриел пояснил: «Я достаточно поэкспериментировал с инструментальной музыкой, и хотел написать качественные поп-песни, хотя и в своём стиле».
Это второй альбом Гэбриела спродюсированный Даниэлем Лануа, который стал известен благодаря сотрудничеству с Брайаном Ино и продюсированию записей группы U2. Годом ранее музыканты вместе работали над саундтреком к фильму «Птаха», Лануа привнёс много собственных идей в эмбиентную атмосферу материала. Многие композиции из So наглядно демонстрируют интерес Гэбриела к этнической музыке, сам он говорил: «Я думаю, этот альбом вдохновлён многими разновидностями чёрной музыки, не только соулом и блюзом: в нём есть вещи из Африки, Бразилии, Кубы, Ямайки».
Спустя два года после своего международного релиза альбом был официально выпущен в Советском Союзе фирмой «Мелодия» по лицензии Virgin Records. Кроме того, в 1989 году композиция «Red Rain» попала в двухдисковый сборник Greenpeace Breakthrough, предназначенный для распространения исключительно в Советском Союзе. Для продвижения сборника Питер Гэбриел (и ещё несколько музыкантов) специально приехал на его презентацию в Москве.
So — самый успешный альбом за всю карьеру Гэбриела, он достиг вершины британского чарта и занял второе место в хит-параде Соединённых Штатов. В Великобритании диск был трижды сертифицирован как «платиновый», в США — пять раз. В поддержку пластинки было выпущено пять синглов: «Don’t Give Up» (дуэт с Кейт Буш), «In Your Eyes», «Big Time», «Red Rain», а также наиболее успешный из них — «Sledgehammer», который был признан самым ротируемым видео в истории телеканала MTV. Журнал Rolling Stone поставил диск на 14-е место в своём списке «100 лучших альбомов восьмидесятых» и на 297-е в рейтинге «500 величайших альбомов всех времён». Впоследствии So признавался одной из ключевых записей в популяризации африканского рока в западном мире.

## Запись
Начиная с 1978 года, Гэбриел сочинял музыку в старинном поместье Ashcombe House, в частности, там были записаны его альбомы Security (1982) и Birdy (1984) — саундтрек к одноимённому фильму. В сарае, расположенном недалеко от дома, музыкант оборудовал небольшую двухкомнатную студию, в одной из комнат он занимался продюсированием вокала и сочинением текстов, а в другой работал над музыкой. Готовясь к записи So, Гэбриел рассматривал Билла Ласвелла и Найла Роджерса в качестве потенциальных продюсеров пластинки. Однако, в итоге он остановил свой выбор на Даниэле Лануа, с которым уже сотрудничал над созданием саундтрека Birdy, попросив его вновь присоединиться к нему в Ashcombe House и продолжить совместную работу.
Я старался прятаться от некоторых вещей, как в личной жизни, так и в своей музыке... это было частью процесса выхода в свет.
Репетиции будущего альбома начались в мае 1985 года. В них принимали участие Гэбриел, Лануа и гитарист Дэвид Роудс, также долгое время сотрудничавший с музыкантом. Гэбриел уже имел черновые варианты некоторых песен — снабдив Лануа и Роудса аккордовыми структурами, на базе которых они сочиняли мелодии композиций посредством совместных импровизаций. Лануа вспоминал, что «подобный формат работы был хорошей отправной точкой; было бы не лучшей идеей, если бы вокруг нас находилась куча народа, потому что тогда ты начинаешь нервничать, что [попусту] тратишь их время». В результате, на сессиях царила непринуждённая атмосфера, а музыканты в шутку называло себя «тремя балбесами», проводя аналогию со знаменитым американским водевильным трио начала XX века. Также во время работы, шутки ради, они одевали на головы строительные каски, так как «приходили работать с юмором». Со временен сессии расширились и к ним присоединились ещё несколько ключевых музыкантов — звукоинженер Кевин Киллен, басист Тони Левин и барабанщик Джерри Маротта, а также ряд вспомогательных — перкуссионисты Ману Катче и Стюарт Коупленд и скрипач Лакшминараяна Шанкар.
Основное студийное оборудование состояло из «двух аналоговых 24-дорожечных магнитофонов „Studer A80“, вторая версия которого представляла собой вариант, модифицированный местными чудо-техниками, с сохранением родных аудиокарт и средств управления плёнкой». Для записи вокала использовались трубчатый микрофон Neumann U47 и компрессор Decca с отключённым эквалайзером. Все композиции альбома записывались по схожей схеме: Гэбриел фиксировал фортепианную версию песни на «модифицированном» магнитофоне и демонстрировал её группе. Во время репетиций музыканты слушали эту плёнку через наушники и записывали свой материал «на основной магнитофон»; на этом этапе отдельные части демоверсии Гэбриела также переносились на этот магнитофон. Затем записанные дубли помещались на «модифицированный» магнитофон, чтобы группа могла прослушать как они звучат с этим демо, а также новые и старые дубли песни.

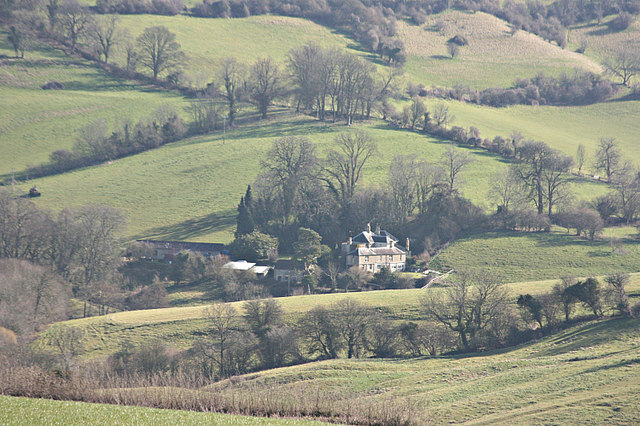
Песни для So были написаны в доме Гэбриела — поместье к северо-востоку от Бата

В числе прочего студийного оборудования фигурировал «новаторский» синтезатор Fairlight CMI, который, по словам Гэбриела, позволял задействовать «больше человеческого воображения». Музыкант подчёркивал: «Творческий процесс принятия решений стал более важным, чем сам метод. У нас имелся более широкий спектр инструментов, более широкий спектр решений». Хотя Гэбриел был очень воодушевлён созданием новой музыки, ему тяжело давались тексты и он часто откладывал их сочинение. Склонность Гэбриела переписывать свою лирику подтолкнула Киллена сохранить некоторые вокальные записи в качестве мастер-треков, чтобы музыкант мог психологически переключаться и работать над текстами следующих песен. В свою очередь, Лануа принимал ещё более радикальные меры чтобы подтолкнуть Гэбриела к написанию новых текстов; так, он разбил часто отвлекающий музыканта телефон в соседнем лесу, а однажды и вовсе заколотил дверь студии, чтобы запереть его внутри.
Ближе к концу студийной работы Гэбриел стал «одержим» порядком композиций и записал на аудиокассету начала и окончания всех песен, чтобы услышать, как звуки будут сочетаться между собой. Он хотел поместить трек «In Your Eyes» в самый конец альбома, однако, из-за чрезвычайно удачно получившейся басовой линии его пришлось разместить на грампластинке гораздо раньше, так как благодаря этому предоставлялось больше места для вибрации иглы звукоснимателя. Впоследствии, в переиздании альбома на компакт-диске, это ограничение было снято и трек сделали заключительным, как и предполагалось изначально. So был завершён в феврале 1986 года, стоимость его записи составила £200 000. Наложения различных экзотических инструментов добавлялись отдельно в нью-йоркской студии Power Station, несмотря на то, что первоначально Гэбриел рассматривал возможность получения нужных музыкальных фрагментов посредством спутниковой телефонии: «Это чересчур большой объём информации для отправки по телефону. Но, разве это не поразительно? Вы можете отправить идею песни музыкантам по всему миру, а затем получить [созданные ими] фрагменты назад по спутниковой связи». В середине февраля Иэн Купер произвёл мастеринг альбома в лондонской студии Townhouse Studios.

## Музыка и тематика текстов
Музыкальные критики характеризовали So как самый коммерчески доступный и наименее экспериментальный альбом Гэбриела: помимо повышенного внимания к традиционному поп-жанру, на протяжении всей этой записи музыкант комбинирует арт-поп и прогрессивный поп. Как и на предыдущих пластинках Гэбриела, звучание альбома базируется на арт-роке, хотя в случае с So автор уделяет повышенное внимание мелодиям песен и сочетает их с элементами соула и африканской музыки. «Если я буду бренчать на гитаре или наигрывать на фортепиано песни вроде „The Rhythm of the Heat“ или „The Family и the Fishing Net“ (с предыдущего диска музыканта), они не будут звучать должным образом … в то время как большинство вещей этого альбома звучат точно так же — их лирика, мелодии и аккорды сочинены в более традиционном ключе».
Песни альбома сочинены под сильным влиянием традиционной этнической музыки, особенно африканской и бразильской, с использованием характерного для этих стран перкуссионного бита. В интервью 2011 года журналу Uncut Гэбриел сказал: «Я достаточно поэкспериментировал с инструментальной музыкой, и хотел написать качественные поп-песни, хотя и в своём собственном стиле». Джон Парелес из газеты The New York Times подчёркивал, что Гэбриел «не просто добавляет африканские барабаны или индийскую скрипку к обыкновенным песням; они базируются на этих инструментах». В свою очередь, Крис Робертс из журнала Classic Rock отмечал, что альбом «опирается на звучание синтезатора Fairlight и добавляет к нему приятные штрихи этнической музыки и арт-попа». Продюсерскую работу Даниэля Лануа описывали как текстурированную, насыщенную эмбиентными деталями и «безукоризненной теплотой, дарующей каждой ноте возможность дышать, её текстуры насыщенны (в стиле, предпочтительном тому времени), а не стерильны».

### Первая сторона
Гэбриел хотел, чтобы альбом «начинался с грохота». Несмотря на нелюбовь музыканта к «металлическим» ударным инструментам, Лануа убедил его разрешить Стюарту Коупленду из группы The Police играть на тарелках и хай-хэтах во вступительной композиции «Red Rain» (рус. «Красный дождь»). Гэбриел поёт в верхнем вокальном регистре, используя гортанную технику; песня посвящена жестокости мира и затрагивает многие социальные проблемы, такие как пытки и похищение людей. Концепция песни пришла автору во сне — ему приснились огромное расступающееся Красное море и человекоподобные стеклянные бутылки наполняются кровью. Также произведение задумывалось как продолжение истории Мозо (англ. Mozo), персонажа фигурирующего на первом и втором альбомах музыканта.
«Sledgehammer» (рус. «Кувалда») была последней композицией, которая была записана для пластинки. Бо́льшая часть сессионных музыкантов уже паковала оборудование и была готова покинуть студию, однако Гэбриел попросил их остаться, чтобы быстро пробежаться по ещё одной песне, которую он придумал. Отчасти мелодия трека была вдохновлена музыкой Отиса Реддинга, поэтому Гэбриел связался с Уэйном Джексоном, который гастролировал с Реддингом в 1960-х, чтобы записать для него партию валторны. «Sledgehammer» открывает бамбуковая флейта сякухати, а в структуре композиции преобладают духовые инструменты, в частности, валторна Джексона; в свою очередь текст песни наполнен сексуальными эвфемизмами. Партия барабанщика Ману Катче была записана с первой попытки, поскольку он считал, что любая последующая версия будет уступать его оригинальной музыкальной интерпретации.
Самый политизированный трек альбома «Don’t Give Up» (рус. «Не сдавайся») был следствием недовольства автора ростом безработицы во время премьерства Маргарет Тэтчер и вдохновлён знаменитой фотографией Доротеи Ланж «Migrant Mother» (рус. «Мать-мигрантка»). Композиция начинается с ритмического рисунка медленных, низкотональных том-томов, придуманного Гэбриелом на драм-машине; по задумке Лануа, он должен был стать центральным элементом песни. Тони Левин добавил к этой мелодии бас, чтобы создать более гармоничный звук, а во второй половине трека подложил под струны подгузник, чтобы ослабить звучание. Текст песни, сочинённый Гэбриелом в виде разговорной пьесы, повествует о безработном человеке и его возлюбленной. Первоначально автор хотел спеть эту песню дуэтом с Долли Партон, однако она отказалась; тогда он пригласил свою подругу Кейт Буш. Буш выступает в качестве респондента песни, она берёт на себя роль успокаивающей стороны — нежным голосом пропевая строчки: «Отвлекись/Ты слишком много переживаешь».
Первая сторона пластинки завершается композицией «That Voice Again» (рус. «Снова этот голос»), в которой Гэбриел исследует концепцию совести, анализируя «родительский голос в наших головах, который либо помогает, либо подавляет нас». Написанная в соавторстве с гитаристом Дэвидом Роудсом, который играет на фоне ритм-секции Катче и Левина, песня была сочинена после первых обсуждений Гэбриелом и Мартином Скорсезе будущих аранжировок фильма «Последнее искушение Христа» (1988).

### Вторая сторона
«In Your Eyes» (рус. «В твоих глазах») описывали как самую знаменательную любовную песню в карьере Гэбриела. Вдохновлённый храмом Святого Семейства и его архитектором Антонио Гауди, музыкант поёт под аккомпанемент барабанного боя о том, что «чувствует себя полноценным» в глазах своей возлюбленной. Мощная атмосфера композиции создаётся благодаря бэк-вокалу сенегальского музыканта Йуссу Н’Дура, который поёт на своём родном языке.
Гэбриел заинтересовался творчеством американской поэтессы Энн Секстон после прочтения её антологии To Bedlam And Part Way Back. Он посвятил ей шестой трек альбома, назвав его «Mercy Street» (рус. «Улица милосердия»), ссылаясь на её стихотворение «45 Mercy Street», выпущенное в другом посмертном сборнике. Мелодия песни была навеяна одной из нескольких перкуссионных композиций бразильского жанра форро, записанных Гэбриелом в Рио-де-Жанейро. Когда эти треки были обнаружены в студии, их случайно воспроизвели на десять процентов медленнее, чем в оригинале, тем самым придав шероховатости, что, по мнению Гэбриела и Лануа, выделило в мелодии тарелки и гитары. Песня содержит два наложенных гармоничных вокала Гэбриела; «теневой» вокал был исполнен на октаву ниже основного. Дублирование пения музыканта предназначалось для создания чувственного, спиритического эффекта, который было бы трудно уловить, за исключением моментов когда вступает вокалист.
Мелодия танцевальной песни «Big Time» (рус. «Большое время») имеет ярко выраженное фанковое влияние и выстроена на «перкуссионном басовом звуке». Текст композиции высмеивает американскую культуру яппи середины 1980-х годов, а также материализм и потребительство в целом, и является результатом самоанализа Гэбриела, после того как он поразмышлял на тему, может ли он всё-таки добиться желаемой им популярности.
Первоначально «We Do What We’re Told (Milgram’s 37)» (рус. «Мы делаем то, что нам сказали») была записана для альбома Peter Gabriel (III) и описывалась как интерлюдия. Название песни ссылается на известный эксперимент по послушанию, проведённый американским социальным психологом Стэнли Милгрэмом, целью которого было выявить степень послушания среднестатистического гражданина приказам диктатора в условиях военного положения. Барабанный бит Джерри Маротты, по словам одного из рецензентов напоминающий «сердцебиение доносимое из утробы», был дополнен индийской скрипкой Лакшминараяны Шанкара и «двумя наложенными гитарными партиями Роудса».
Хотя оригинальный тираж пластинок заканчивался песней «We Do What We’re Told», в версиях альбома на аудиокассетах и CD финальной песней была «This Is The Picture (Excellent Birds)» (рус. Это — фотография), которую Гэбриел решил включить в альбом за 48 часов до его сдачи в печать. Песня была сочинена в соавторстве с композитором Лори Андерсон и ранее уже фигурировала на её пластинке Mister Heartbreak. В обновлённом варианте она была интерполирована с записью под названием «This Is the Picture», в которой на ритм-гитаре сыграл Найл Роджерс. До включения в So, Андерсон и Гэбриел исполнили её во время спутниковой трансляции телевизионной постановки Good Morning, Mr. Orwell.

## Выпуск и турне

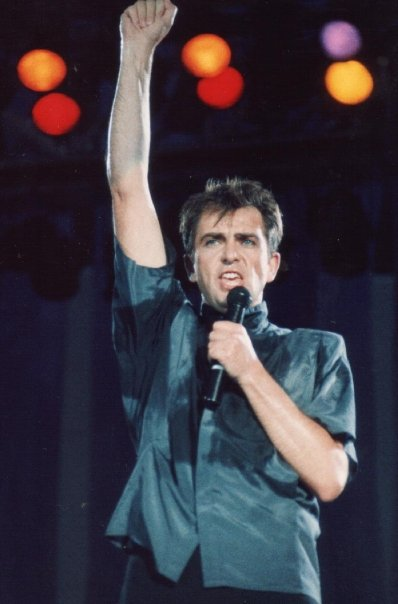
Гэбриел выступает на одном из концертов турне A Conspiracy of Hope, 1986 год

So является первым не одноимённым альбомом Гэбриела. По словам музыканта, он испытывал неприязнь к практике давать названия своим пластинкам, главным образом потому, что они отвлекают от дизайна обложки. В интервью журналу Rolling Stone музыкант рассказал, что его американский лейбл Geffen Records отказывался выпускать диск Peter Gabriel IV до тех пор, пока он не будет переименован в «Security». Он пояснил, что в случае с So «[он] решил пойти на контр-название … Оно ближе к чему-то графическому, если хотите, в противоположность чему-то со смыслом и идеей. С тех пор я придерживался этого принципа». В документальном фильме «Classic Albums», посвящённом созданию альбома, Гэбриел пошутил, что его короткое название было выбрано из-за удобства рекламы, так как к нему можно было добавлять разные дополнительные слова: «Мне понравилась форма и тот факт, что в ней не было слишком много смысла». Также он рассказал, что изначально запись должна была называться «Good». Обложка альбома представляет собой портрет музыканта, сфотографированный Тревором Ки, который на тот момент был наиболее известен изображением изогнутого колокола с обложки альбома Tubular Bells Майка Олдфилда (1973). Дизайн обложки был разработан Питером Сэвиллом и Бреттом Уиккенсом; Сэвилл прославился дизайном нескольких обложек для артистов лейбла Factory Records, его гонорар за работу над So составил £20 000. Гэбриел вспоминал: «Единственный компромисс, на который я в итоге пошёл, состоял в том, чтобы поддержать идею Сэвилла о портрете в стиле ретро. Мне сказали, что странные обложки моих предыдущих дисков отталкивали женщин». На обложку частично повлияло творчество фотографа Дэвида Бейли.
Альбом был выпущен 19 мая 1986 года. Он возглавил чарты семи стран по всему миру, в том числе Великобритании, где стал второй пластинкой Гэбриела, добившейся подобного успеха. В Соединённых Штатах So стал одним из самых коммерчески успешных релизов лейбла Geffen Records, добравшись до 2-го места чарта Billboard 200 и оставаясь в нём на протяжении девяноста трёх недель. В апреле 1986 года «Sledgehammer» был выпущен в качестве ведущего сингла пластинки и стал единственной песней музыканта возглавившей хит-парад Billboard Hot 100, сместив с вершины композицию «Invisible Touch» группы Genesis (своих бывших коллег), так же ставшей их единственной песней возглавившей этот чарт. Помимо этого, «Sledgehammer» добрался до 4-го места в сингловом чарте Великобритании, что также стало самым успешным показателем в карьере музыканта, наряду с песней «Games Without Frontiers»; помимо этого трек занял верхнюю строчку в Канаде. Не в последнюю очередь успех «Sledgehammer» был связан с его чрезвычайно популярным и инновационным видеоклипом, снятым при помощи применения технологии кукольной мультипликации студией Aardman Animations. В интервью журналу Rolling Stone Гэбриел заявил, что, по его мнению, это видео открыло песни с So для более широкой аудитории, что способствовало общему успеху альбома. После этого были выпущены ещё два коммерчески успешных сингла: «Don’t Give Up», который добрался до 9-го места в британском чарте и до 79-го в США, а также «Big Time» достигший 13-й позиции на родине музыканта и занявший 8-ю строчку в американском хит-параде. В свою очередь следующий сингл, «In Your Eyes» имел умеренный успех в Соединённых Штатах, где смог подняться до 26-й позиции, в то время как песня «Red Rain» отметилась на 46-м месте в Великобритании.
В 1986 году фронтмен ирландской рок-группы U2 Боно связался с Гэбриелом, пригласив его выступить на A Conspiracy of Hope. Серии концертов, вдохновлённых фестивалем Live Aid, которые были организованны с целью привлечения внимания международной общественности к проблеме нарушения прав человека в свете 25-го юбилея организации Amnesty International. Музыкант согласился, выступив в июне 1986 года на одной сцене со Стингом, The Police, Лу Ридом и Джоан Баэз, его сет начинался песней «Red Rain» после чего шёл хит «Sledgehammer». Впоследствии Гэбриел описал эти гастроли как «лучшее турне, в котором ему приходилось участвовать». В том же месяце музыкант выступал в лондонском парке Клэпхэм Коммон вместе с Боем Джорджем и Элвисом Костелло на мероприятии «Артисты против апартеида» (англ.  Artists Against Apartheid). После этого он отправился в турне под названием This Way Up tour, которое стартовало в Рочестере 7 ноября 1986 года и включало 93 концерта. В числе этих выступлений был двухдневный концерт (20—21 декабря) на токийском стадионе «Мэйдзи Дзингу» с целью сбора средств для глобальной компьютерной системы Университета мира — проекта Организации Объединённых Наций. В начале 1987 года Гэбриел взял паузу до июня, после чего отправился гастролировать по Европе, затем вновь вернувшись в Америку, в итоге он закончил турне выступлением в афинском амфитеатре Ликавит в октябре того же года. Помимо этого, музыкант частично исполнял песни из So на концерте Prince’s Trust и в турне Human Rights Now! в 1988 году.

## Отзывы критиков
| Оценки критиков               | Оценки критиков |
| Источник                      | Оценка          |
| ----------------------------- | --------------- |
| AllMusic                      | [ 31 ]          |
| Encyclopedia of Popular Music | [ 85 ] [ 86 ]   |
| Entertainment Weekly          | B               |
| The Great Rock Discography    | [ 88 ]          |
| The Guardian                  | [ 89 ]          |
| Mojo                          | [ 90 ]          |
| Pitchfork                     | 9.1/10          |
| Q                             | [ 92 ]          |
| Record Collector              | [ 93 ]          |
| Record Mirror                 | [ 94 ]          |
| The Rolling Stone Album Guide | [ 95 ]          |
| Sounds                        | без оценки      |
| Uncut                         | 8/10            |
| The Village Voice             | (B−)            |

Альбом получил преимущественно положительные оценки от музыкальных критиков. Джон Парелес из The New York Times писал: «Только горстке западных рок-музыкантов удалось использовать экзотические ритмы и инструменты с такой изобретательностью и убедительностью». Парелес также похвалил вокал Гэбриела, описывая его как «шершавый, но не блюзовый, вневременной и безрадостный, голос какого-то античного моряка, рассказывающего о своих передрягах». Штатный автор журнала Rolling Stone Тим Холмс, охарактеризовал альбом как «запись со значительной эмоциональной скрупулёзностью и музыкальной изощрённостью» и выразил радость, что его песни помогут сделать Гэбриела узнаваемым среди поклонников мейнстримовой поп-музыки.
Музыкальный обозреватель газеты Los Angeles Times Терри Аткинсон рассматривал альбом как предлагающий «удивительное разнообразие тонов, настроений и тем вкупе с неизменно мощным уровнем подачи». Хотя Аткинсону не понравилась песня «Big Time», он заключил, что это «отличный альбом, возможно, лучший из лучших [в дискографии музыканта]». Ещё один критик из Los Angeles Times, Стив Хохман, также похвалил переосмысление Гэбриелом своего творчества, описав его как «реальный прогресс» по сравнению с текущими записями других прогрессивных рок-групп, таких как Genesis, GTR и Marillion. В свою очередь Линн Ван Матр из Chicago Tribune похвалила «нью-вейвовые и фанковые ритмы» альбома и призвала почаще отдавать должное таланту Гэбриела в прессе, тем не менее отметив отсутствие на пластинке присущей музыканту «чудаковатости» и посетовав на нехватку песен уровня «Biko» — его знаменитого протестного сингла 1980 года, сочинённого под впечатлением от смерти чернокожего активиста Стива Бико боровшегося против режима апартеида. Музыкальный рецензент нью-йоркского еженедельника The Village Voice Роберт Кристгау также был благосклонен к альбому, написав: «Гэбриел настолько умён, что прекрасно отдаёт себе отчёт, ритм — это то, что заставляет музыку работать, что освобождает его [музыканта] от банальных мелодических обязательств, но не принуждает делать акцент на первой доле — умные ребята прибегают к использованию текстуры лишь в крайнем случае».
Альбом также был высоко оценён ретроспективными обозревателями. Так, редактор музыкального портала AllMusic Стивен Томас Эрлевайн похвалил So как «самую броскую, самую позитивную запись, которую когда-либо записывал [музыкант]». Эрлевайн особенно высоко оценил созданную Гэбриелом смесь арт-рока с африканской музыкой и соулом. Между тем, музыкальный рецензент Би-би-си Джуд Роджерс писал: «Как только вы посмотрите поверх напыщенности „Sledgehammer“, … вы замечаете, как легко её [песни] хитроумные идеи проскальзывали внутрь мейнстрима 1980-х». В свою очередь, Уиндхэм Уоллес из The Quietus похвалил искренность So и назвал альбом «искренним путешествием по чрезвычайно эмоциональной территории, скомбинированной и аранжированной с такой замысловатостью и самоотдачей, проработанной настолько тщательно, что всё это звучит [предельно] естественно».
Рецензент онлайн-портала Consequence of Sound Райан Брэй, заключил, что So являлся «чрезвычайно редкой записью, которая умудряется усидеть на двух стульях [мейнстрима и этнической музыки], заслуженно получив уважение критиков и широкой аудитории, и при этом не пожертвовав не единым творческим дюймом». Он добавил, что «альбом устойчиво сохраняет статус одной из лучших записей 1980-х». Марк Блейк из журнала Q описал лонгплей как «увековечивший [атмосферу] 1986 года, благодаря своим ревущим саксофонамии цифровым синтезаторам Fairlight CMI». Автор отметил, что «Гэбриел создал альбом удобоваримой поп-музыки, который все ещё был обнадёживающе эксцентричным». В свою очередь, представитель британского издания Classic Rock Терри Стонтон писал: «Песня „Red Rain“ была привычно [для творчества Гэбриела] задумчивой и политически заряженной, но радиоволны полностью сдались мускулистому танцевальному року и неторопливой речистости». Стонтон пришёл к выводу, что Гэбриел проявил «мастерскую уверенность, создав на выходе приятное для прослушивания единое целое».
Впоследствии альбом подвергался критике за коммерциализированный саунд некоторых композиций, в частности «Big Time» и «Sledgehammer» чей «душораздирающий фанк звучал в угоду времени», а также за общую творческую амбициозность музыканта. В ретроспективном обзоре рецензент Mojo Дэвид Бакли сравнил альбом с более ранними, более экспериментальными записями Гэбриела, заявив: «В 1986 году он переключился на поп-музыку и выпустил успешный альбом. Результат получился неоднозначным. „Sledgehammer“, перекликается с „Superstition“ Стиви Уандера и с „Fame“ Дэвида Боуи, при этом сохраняя собственный стиль. В других песнях, „Mercy Street“, „Red Rain“ и „In Your Eyes“, Гэбриел звучит заретушированно, и только в „We Do What We’re Told“ напоминает о своём лихом прошлом». Джон Льюис из Uncut также подверг альбом критике. Он высоко оценил новаторский продакшн некоторый песен, выделив «Big Time» и «Sledgehammer» как выдающиеся треки, однако посетовал, что в некоторых местах альбом звучал перепродюсированным, отметив неуместность звучания синтезатора Fairlight CMI в композиции «That Voice Again» и неприятный свистящий эмбиент-аккомпанемент в «Mercy Street».

## Наследие
Хотя вездесущность видеоклипа на трек „Sledgehammer“ «заездила» песню, исходный альбом достоин восхищения. [...] Качающиеся на волнах изящных ударных, искусных клавишных и журчащего баса, „Red Rain“ и „Mercy Street“ сногсшибательны. Из крупных нетленок за душу берёт дуэт с Кейт Буш „Don't Give Up“, в то время как „In Your Eyes“ стал иконой после своего появления в фильме с Джоном Кьюсаком „Скажи что-нибудь“. Этот трек также возвестил о выходе на международный уровень сенегальского певца Йуссу Н’Дура. [...] Дальше были превосходные альбомы, но захватывающий „So“ является самым лучшим вступлением к изумительной дискографии [артиста].
В 1986 году So был номинирован на премию «Грэмми» в категории «Альбом года», в итоге уступив пластинке Пола Саймона Graceland, в свою очередь композиция «Sledgehammer» была выдвинута на соискание этой награды в категориях: «Запись года», «Песня года» и «Лучшее мужское вокальное рок-исполнение», также проиграв во всех номинациях — Стиву Уинвуду, Берту Бакараку/Кэрол Байер-Сейджер и Роберту Палмеру соответственно. Тем не менее, Гэбриел получил два статуэтки Brit Awards у себя на родине, выиграв одну из них как лучший сольный исполнитель и получив вторую за песню «Sledgehammer» в категории «Лучший британский видеоклип», мероприятие было организовано Джонатаном Кингом и проходило в лондонском отеле Grosvenor House. Музыкант был ещё более успешен во время церемонии вручения премии MTV Video Music Awards 1987 года, где стал лауреатом специальной награды «Video Vanguard Award», а видеоклип на песню «Sledgehammer» был удостоен девяти статуэток, включая «Видео года», этот рекорд не был превзойдён до сих пор. Согласно статистике клип на песню «Sledgehammer» является самым популярным музыкальным видео в истории телеканала MTV.
Многие эксперты считают So лучшей пластинкой Гэбриела, а также одним из лучших альбомов 1980-х. Успех этой записи позволил её автору превратиться из культового музыканта, известного своей интеллектуальным, экспериментальным сольным творчеством, в мейнстримовую, всемирно известную звезду. Редакция журнала Rolling Stone присудила So 297-е место в своём списке «500 величайших альбомов всех времён» и 14-е в отдельном рейтинге посвящённом «100 лучшим альбомам 1980-х», отметив, что «несмотря на свою мейнстримовую привлекательность, „So“ также затрагивал острые проблемы». В свою очередь авторы музыкального блога Stereogum поместили лонгплей на вершину списка лучших альбомов музыканта, подытожив: «Пятый студийный альбом Питера Гэбриела — это завораживающая дихотомия: одновременно прилипчивая и экспериментальная, вневременная, но полностью кристаллизующая свой момент в истории … Это шедевр».
Альбом был отмечен на 25-м месте хит-парада Consequence of Sound «100 лучших альбомов всех времён», чей автор писал: «Гэбриел открывает захватывающие дух новые горизонты, и с этим альбомом он интегрирует свои звуковые открытия в мейнстрим. „So“ — это знаковый поп-альбом, который переполняет слушателей эмоциональными и ритмичными песнями, берущими начало в самом сердце человеческого духа. […] Тема эмоционального, стирающего границы, человеческого общения пронизывает все произведения Гэбриела, но она наиболее сильна в „So“, где продолжает затрагивать большинство людей», также назвав звучание пластинки «блестящим переосмыслением соул-музыки [лейбла] Motown». Редакция журнала Slant поместила лонгплей на 41-е место своего списка «100 лучших альбомов 1980-х годов», описав его как «самую доступную, но в то же время амбициозную работу Гэбриела. [Представляя собой] хронику политических, эмоциональных и художественных исследований, альбом [пытается] сбалансировать стандартную поп-ортодоксальность с его [автора] все ещё бурлящей жаждой звуковых экспериментов». В свою очередь Джим Аллен из Ultimate Classic Rock отметил, что «So» делает настолько важным то, как он «плавно сочетает в себе бесподобную попсовую чуйку [Гэбриела] с авантюрными художественными инстинктами иконоборца. Слегка чудаковатые поп-песни альбома несут в себе достаточное количество эмоционального воздействия, звуковых сюрпризов и запоминающихся мелодий, чтобы сделать его одной из самых превозносимых записей эпохи». Тем не менее, не все остались довольны альбомом, так в 2002 году ведущий критик газеты The Guardian Алексис Петридис заявил, что на этой пластинке Гэбриел «пережил музыкальный кризис среднего возраста», охарактеризовав So как «альбом, наполненный ультра-коммерческим приапическим придурковатым фанком» и «бескомпромиссной попыткой [автора] добиться мейнстримового успеха». Альбому So был посвящён один из эпизодов документального сериала Classic Albums, также он появился на страницах известного музыкального альманаха «1001 Albums You Must Hear Before You Die».
So является самым коммерчески успешным альбомом Гэбриела — его продажи в США составили более 5 000 000 экземпляров (RIAA), помимо этого он имеет три «платиновых» сертификата Британской ассоциации производителей фонограмм. В 2011 году несколько треков из So были представлены на девятой студийной пластинке Гэбриела New Blood — проекте, в котором музыкант перезаписывал свои композиции с симфоническим оркестром.

Советское издание альбома, выпущенное по официальной лицензии фирмы Virgin в 1989 году

По словам Майкла Глабицки из рутс-группы Rusted Root, этот альбом оказал ключевое влияние на его музыкальную карьеру и увлечение жанром уорлдбит: «Я просто запал на этот звук. Питер Гэбриел как бы дал всем зелёный свет — подобные вещи могут быть популярны и в мейнстриме. Для таких людей как я, которые интересовались подобным звучанием, сомнение в том, будет ли оно востребованным или нет, сразу же исчезло». В свою очередь британский музыкант Стивен Уилсон рассуждал: «Люди думают, что 1980-е были мелкой, поверхностной эпохой», отмечая в свете этого тезиса So как альбом, который был «действительно умным». Известный российский продюсер Максим Фадеев считает Питера Гэбриела своим учителем и часто упоминает песню «Red Rain», которая, когда он услышал её в середине 1980-х, полностью перевернула его сознание. Наряду с такими альбомами, как Remain in Light группы Talking Heads и Graceland певца Пола Саймона, американский публицист Джон Парелес выделял So как запись, которая популяризировала африканский рок в западном мире.

### Переиздание
В 2002 году было выпущенного переиздание альбома, которое представляло собой ремастированную версию материала на CD, с отредактированным трек-листом. Так как Гэбриел был не до конца удовлетворён результатом этого релиза, в 2012 году, по случаю 25-летнего юбилея альбома, в продажу поступило ещё одно переиздание под названием «25th Anniversary Edition». Помимо варианта на одном компакт-диске, оно было издано в формате 3-х CD, с концертом Гэбриела в городе Атенс, штат Джорджия — Live From Athens 1987, а также в ввиде лимитированного бок-сета «The 25th Anniversary Immersion Box». Помимо ремастированного оригинального альбома и концерта на компакт-дисках бокс-сет включает: диск формата DNA, посвящённый записи этого альбома (в деталях демонстрировавший эволюцию песен на различных этапах работы), коллекционную виниловую версию альбома, 12-дюймовый АА-сингл с невошедшим в лонгплей материалом, DVD с концертом Live From Athens 1987 (с отреставрированным видео), который очень хвалили рецензенты, отмечая, что издание можно купить уже только из-за него, а также DVD с фильмом о создании альбома из документальной серии Classic Albums и 60-страничный буклет с примечаниями автора, включающий редкие фотографии периода создания лонгплея. В том же году Гэбриел отправился в турне Back to Front, на концертах которого исполнял альбом целиком с несколькими сессионными музыкантами принимавшими участие в его записи.

## Список композиций
Все песни написаны Питером Гэбриелом, за исключением отмеченных.

| Первая сторона 1. «Red Rain» — 5:39 2. «Sledgehammer» — 5:12 3. «Don’t Give Up» (дуэт с Кейт Буш) — 6:33 4. «That Voice Again» (текст: Гэбриел, Роудс; музыка: Гэбриел) — 4:53 Вторая сторона 1. «In Your Eyes» — 5:27 2. «Mercy Street» — 6:22 3. «Big Time» — 4:28 4. «We Do What We’re Told (Milgram’s 37)» — 3:22 5. «This Is the Picture (Excellent Birds)» (дуэт с Лори Андерсон) (Андерсон, Гэбриел) — 4:25 - Композиция «This Is the Picture (Excellent Birds)» не попала на виниловое издание альбома и присутствует только в вариантах на CD и аудиокассетах. | 1. «Red Rain» — 5:39 2. «Sledgehammer» — 5:12 3. «Don’t Give Up» — 6:33 4. «That Voice Again» — 4:53 5. «Mercy Street» — 6:22 6. «Big Time» — 4:28 7. «We Do What We’re Told (Milgram’s 37)» — 3:22 8. «This Is the Picture (Excellent Birds)» — 4:25 9. «In Your Eyes» — 5:27 |

| №  | Название                                                       | Автор                  | Длительность |
| -- | -------------------------------------------------------------- | ---------------------- | ------------ |
| 1. | «Red Rain»                                                     |                        | 5:40         |
| 2. | «Sledgehammer»                                                 |                        | 5:13         |
| 3. | «Don’t Give Up» (дуэт с Кейт Буш)                              |                        | 6:34         |
| 4. | «That Voice Again»                                             | Гэбриел, Роудс         | 4:49         |
| 5. | «Mercy Street»                                                 |                        | 6:17         |
| 6. | «Big Time»                                                     |                        | 4:28         |
| 7. | «We Do What We’re Told (Milgram’s 37)»                         |                        | 3:22         |
| 8. | «This Is the Picture (Excellent Birds)» (дуэт с Лори Андерсон) | Лори Андерсон, Гэбриел | 4:20         |
| 9. | «In Your Eyes»                                                 |                        | 5:28         |

| №  | Название                                | Длительность |
| -- | --------------------------------------- | ------------ |
| 1. | «Red Rain»                              | 6:15         |
| 2. | «Sledgehammer»                          | 6:30         |
| 3. | «Don’t Give Up»                         | 6:10         |
| 4. | «That Voice Again»                      | 6:39         |
| 5. | «Mercy Street»                          | 7:50         |
| 6. | «Big Time»                              | 6:54         |
| 7. | «We Do What We’re Told (Milgram's 37)»  | 5:00         |
| 8. | «This Is the Picture (Excellent Birds)» | 3:58         |
| 9. | «In Your Eyes»                          | 10:15        |

| №   | Название                         | Длительность |
| --- | -------------------------------- | ------------ |
| 1.  | «This Is the Picture»            | 5:57         |
| 2.  | «San Jacinto»                    | 7:26         |
| 3.  | «Shock the Monkey»               | 6:44         |
| 4.  | «Family Snapshot»                | 4:36         |
| 5.  | «Intruder»                       | 5:26         |
| 6.  | «Games Without Frontiers»        | 5:29         |
| 7.  | «No Self Control»                | 6:15         |
| 8.  | «Mercy Street»                   | 9:15         |
| 9.  | «The Family and the Fishing Net» | 7:08         |
| 10. | «Don’t Give Up»                  | 8:16         |
| 11. | «Solsbury Hill»                  | 5:10         |
| 12. | «Lay Your Hands on Me»           | 6:14         |
| 13. | «Sledgehammer»                   | 5:06         |
| 14. | «Here Comes the Flood»           | 2:48         |
| 15. | «In Your Eyes»                   | 10:38        |
| 16. | «Biko»                           | 9:38         |

| №   | Название                         | Длительность |
| --- | -------------------------------- | ------------ |
| 1.  | «This Is the Picture»            | 5:58         |
| 2.  | «San Jacinto»                    | 7:47         |
| 3.  | «Shock the Monkey»               | 6:46         |
| 4.  | «Family Snapshot»                | 4:35         |
| 5.  | «Intruder»                       | 5:10         |
| 6.  | «Games Without Frontiers»        | 6:05         |
| 7.  | «No Self Control»                | 6:18         |
| 8.  | «Mercy Street»                   | 9:13         |
| 9.  | «The Family and the Fishing Net» | 7:04         |
| 10. | «Don’t Give Up»                  | 8:09         |
| 11. | «Solsbury Hill»                  | 5:13         |
| 12. | «Lay Your Hands on Me»           | 8:46         |
| 13. | «Sledgehammer»                   | 5:47         |
| 14. | «Here Comes the Flood»           | 3:30         |
| 15. | «In Your Eyes»                   | 13:15        |
| 16. | «Biko»                           | 12:52        |

| №  | Название                                            | Длительность |
| -- | --------------------------------------------------- | ------------ |
| 1. | «So – The Definitive Authorised Story of the Album» |              |

| №  | Название                                                       | Авторы                 | Длительность |
| -- | -------------------------------------------------------------- | ---------------------- | ------------ |
| 1. | «Red Rain»                                                     |                        | 5:40         |
| 2. | «Sledgehammer»                                                 |                        | 5:13         |
| 3. | «Don’t Give Up» (дуэт с Кейт Буш)                              |                        | 6:34         |
| 4. | «That Voice Again»                                             | Гэбриел, Роудс         | 4:49         |
| 5. | «Mercy Street»                                                 |                        | 6:17         |
| 6. | «Big Time»                                                     |                        | 4:28         |
| 7. | «We Do What We’re Told (Milgram's 37)»                         |                        | 3:22         |
| 8. | «This Is the Picture (Excellent Birds)» (дуэт с Лори Андерсон) | Лори Андерсон, Гэбриел | 4:20         |
| 9. | «In Your Eyes»                                                 |                        | 5:28         |

| №  | Название                                             | Длительность |
| -- | ---------------------------------------------------- | ------------ |
| 1. | «Sagrada»                                            |              |
| 2. | «Courage»                                            |              |
| 3. | «Don’t Give Up» (альтернативная фортепианная версия) |              |

## Участники записи
Информации взята из буклета альбома So. Номера треков соответствуют оригинальному релизу.

| - Питер Гэбриел — ведущий и бэк-вокал, Fairlight CMI, Sequential Circuits Prophet-5 (все, кроме 5 и 9), фортепиано (все, кроме 7 и 9), LinnSequencer (3 и 7), синтезатор (5 и 7), перкуссия (4), CS-80 (6), LinnDrum (9), Synclavier (9), продюсирование - Тони Левин — бас-гитара (1-5), удары барабанными палочками по струнам баса, т. н. стик-бас (7) - Дэвид Роудс — гитара (все, кроме 6 и 9), бэк-вокал (1 и 5) - Джерри Маротта — ударные (1 и 8), доп. ударные (5), удары барабанными палочками по струнам баса (7) - Ману Катче — ударные (2-5), перкуссия (3-5), говорящий барабан (5 и 9) Дополнительные музыканты - Крис Хьюз — электронные ударные, программирование (1) - Стюарт Коупленд — хай-хэт (1), ударные (7) - Даниэль Лануа — гитара (1, 2 и 4), тамбурин (2), сёрф гитара (7), двенадцатиструнная гитара (9), продюсирование - Уэйн Джексон — труба (2 и 7), корнет (7) - Марк Ривера — теноровый саксофон (2 и 7), саксофон обработанный звуковыми эффектами (6), альтовый саксофон и баритоновый саксофон (7) - Дон Миккельсен — тромбон (2 и 7) - Пи Пи Арнольд — бэк-вокал (2 и 7) | - Корал Гордон — бэк-вокал (2 и 7) - Ди Льюис — бэк-вокал (2 и 7) - Ричард Ти — фортепиано (3, 5 и 6) - Саймон Кларк — клавишные, бэк-вокал (3), орган Хаммонда, программирование и бас-гитара (7) - Кэйт Буш — вокал (3) - Лакшминараяна Шанкар — скрипка (4 и 8) - Ларри Клейн — бас-гитара (5 и 6) - Йуссу Н’Дур — бэк-вокал (5) - Майкл Бин — бэк-вокал (5) - Джим Керр — бэк-вокал (5) - Ронни Брайт — бас-вокал (5) - Джалма Корреа — сурдо, конги и треугольник (6) - Джимми Браловер — программирование большого барабана (7) - Билл Ласвелл — бас-гитара (9) - Найл Роджерс — гитара (9) - Лори Андерсон — вокал (9) - Грег Фульгинити — мастеринг - Кевин Киллен — микширование |

## Чарты и сертификация
| Чарт               | Высшая позиция |
| ------------------ | -------------- |
| Австралия          | 5              |
| Австрия            | 1              |
| (Бельгия/Валлония) | 26             |
| (Бельгия/Фландрия) | 42             |
| Великобритания     | 1              |
| Греция             | 2              |
| Западная Германия  | 2              |
| Испания            | 1              |
| Италия             | 1              |
| Канада             | 1              |
| Нидерланды         | 1              |
| Новая Зеландия     | 1              |
| Норвегия           | 1              |
| Соединённые Штаты  | 2              |
| Финляндия          | 1              |
| Франция            | 12             |
| Швеция             | 2              |
| Швейцария          | 2              |
| Шотландия          | 40             |
| Япония             | 31             |

| Чарт (1986)       | Позиция |
| ----------------- | ------- |
| Австралия         | 31      |
| Австрия           | 9       |
| Великобритания    | 19      |
| Италия            | 13      |
| Канада            | 7       |
| Соединённые Штаты | 35      |
| Франция           | 8       |
| Швейцария         | 9       |
| Чарт (1987)       | Позиция |
| Австралия         | 28      |
| Великобритания    | 38      |
| Канада            | 63      |
| Нидерланды'       | 28      |
| Соединённые Штаты | 21      |

### Сертификация
| Страна            | Статус        | Продажи   |
| ----------------- | ------------- | --------- |
| Аргентина         | Золотой       | 30 000    |
| Австралия         | 3× Платиновый | 210 000   |
| Бельгия           | Золотой       | 25 000    |
| Великобритания    | 3× Платиновый | 900 000   |
| Германия          | Платиновый    | 500 000   |
| Гонконг           | Золотой       | 10 000    |
| Нидерланды        | Платиновый    | 100 000   |
| Новая Зеландия    | 5× Платиновый | 75 000    |
| Испания           | Золотой       | 50 000    |
| Соединённые Штаты | 5× Платиновый | 5 000 000 |
| Франция           | Золотой       | 241 800   |
| Швейцария         | Платиновый    | 50 000    |
| Япония            | —             | 132 000   |